# Soiuz MS-18
El Soiuz MS-18 fou un vol espacial tripulat de la nau Soiuz llançat el 9 d'abril de 2021 a les 07:42:41 UTC. Fou la primera missió que es va acoblar amb el mòdul Naüka. Va transportar tres membres de l'Expedició 64 a l'Estació Espacial Internacional (ISS). El Soiuz MS-18 és el 146è vol tripulat d'una nau Soiuz. La tripulació consta d'un comandant rus, un enginyer de vol rus, i un enginyer de vol americà, de la NASA. La nau ha de tornar a la Terra el 13 d'octubre de 2021 després de 180 dies a l'espai. Està previst que el vol serveixi per la tornada del director de cinema Klim Xipenko i l'actriu Iúlia Peressild que arribaran a la ISS amb la Soiuz MS-19 i s'estaran aproximadament una setmana a l'espai per filmar una pel·lícula, Vyzov (rus: Вызов).
El 9 de març de 2021, Roscosmos va anunciar que, a petició de la NASA, modificarien el pla de vol per incloure-hi Mark Vande Hei en comptes de Serguei Kórsakov a la tripulació principal i Anne McClain en comptes de Dmitriy Petelin a la de reserva, estenent així els vols d'astronautes de la NASA en naus Soiuz almenys en un altre vol. Aquest pacte és un pagament en espècie pel servei de transport de tripulacions suplementari entre NASA i Roscosmos, sense cap intercanvi monetari entre les dues agències.

## Tripulació
| Posició                      | Tripulant de llançament                                   | Tripulant d'aterratge                                                      |
| ---------------------------- | --------------------------------------------------------- | -------------------------------------------------------------------------- |
| Comandant                    | Oleg Novitsky, Roscosmos Expedició 65 Tercer vol espacial | Oleg Novitsky, Roscosmos Expedició 65 Tercer vol espacial                  |
| Enginyer de vol/Passatger 1  | Pyotr Dubrov, Roscosmos Expedició 65 Primer vol espacial  | Klim Xipenko, Primer Canal Pel·lícula Repte (Vyzov) Primer vol espacial    |
| Enginyer de vol/Passatgera 2 | Mark T. Vande Hei, NASA Expedició 65 Segon vol espacial   | Iúlia Peressild, Primer Canal Pel·lícula Repte (Vyzov) Primer vol espacial |

| Posició           | Tripulant                   | Tripulant                   |
| ----------------- | --------------------------- | --------------------------- |
| Comandant         | Anton Shkaplerov, Roscosmos | Anton Shkaplerov, Roscosmos |
| Enginyer de vol 1 | Oleg Artemyev, Roscosmos    | Oleg Artemyev, Roscosmos    |
| Enginyer de vol 2 | Anne McClain, NASA          | Anne McClain, NASA          |

## Expansió del segment orbital rus

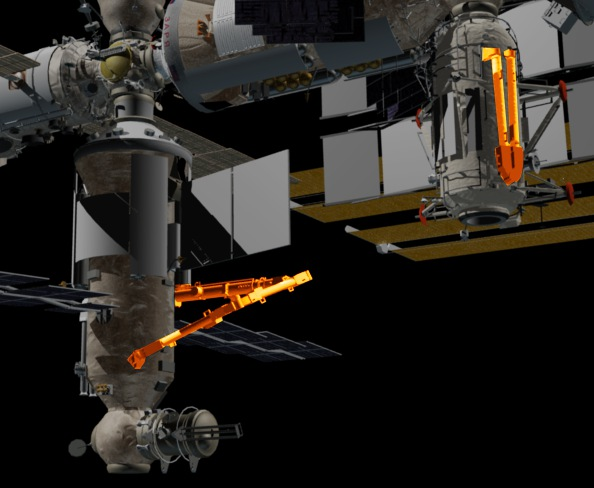
Impressió artística de l'ERA connectat amb el mòdul Naüka (esquerra). L'articulació de reserva està connectada amb el mòdul Rassvet (dreta).

La tripulació del Soiuz MS-18 va arribar el 9 d'abril de 2021, amb força anticipació del llançament i acoblament del mòdul Naüka que es va llançar amb un vehicle Proton-M el 21 de juliol de 2021 i portava una part del Braç Robòtic Europeu (ERA). Hi ha planificada una sortida a l'espai per a l'Expedició 65 (tripulants del Soiuz MS-18) per preparar el segment rus de la ISS Russian per a la instal·lació de Naüka i l'ERA el mateix estiu.

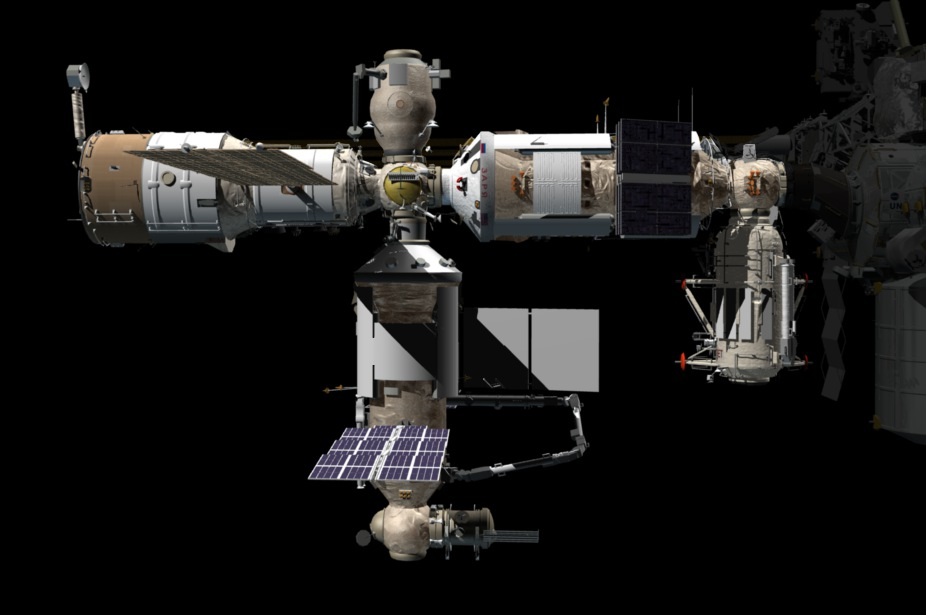
Imatge generada per ordinador del Segment Orbital Rus després de l'acoblament del Naüka.

El mòdul Prichal es llançarà a l'Estació Espacial Internacional el 24 de novembre de 2021 amb el Progress M-UM. L'esborrany del pla de vol preparat per Roskosmos el 4 de febrer de 2021 preveia el llançament del Prichal per al novembre de 2021, amb l'acoblament al port de nadir del Naüka al cap de dos dies. Un dels ports del Prichal està equipat amb un port d'acoblament híbrid actiu, que permet acoblar-se amb el mòdul Naüka/MLM. Els altres sis ports són híbrids passius, que permeten l'acoblament de vehicles Soiuz i Progress, a més de mòduls més pesats i futures naus amb sistemes d'acoblament modificats. S'ha planificat una activitat extravehicular amb la tripulació del Soiuz MS-18, després de l'arribada del mòdul Prichal a l'estació espacial. Aquesta activitat tindrà com a objectiu la provisió inicial del mòdul.